# خرابات
خرابات، اصطلاحی عرفانی‌ست که معنایی چون شراب‌خانه، عبادت‌گاه، و ویرانه را دربردارد.
در لغت‌نامه این معانی را برای واژهٔ خراب ذکر نموده‌اند: مست لایعقل، بی‌خود از شراب، و مست مست

## شرح
با آن که برخی را عقیده بر این است که کلمه خرابات را اولین بار حکیم سنائی (متوفای حدود ۵۳۰ ق) به‌کار برده‌است، منوچهری (۴۳۲ ق)، ناصر خسرو (۴۸۱ ق)، خواجه عبدالله انصاری (۴۸۱ ق)، امام غزالی (۵۰۵ ق)، و دیگر استادان سخن فارسی، قبل از سنایی، آن را در کارهای خود آورده‌اند. بزرگان ادبیات پارسی عرفانی در پیشاپیش آن‌ها مولوی این واژه را به یک اصطلاح عرفانی تبدیل نمودند.
از دیدگاه ریشه‌شناسی و واژه‌شناسی برخی معتقدند اصطلاح خرابات از دو واژه متخاصم خراب و آباد ساخته شده‌است. ابتکار ساختن واژه‌های متضاد را همین بزرگواران ادبیات فارسی داشتند. چنین واژه‌های متخاصم را شاعر سرزمین هند عبدالقادر بیدل ساخته‌است. بیدل چندین بار در غزلیات خرابات خود به گونه خراباد نوشته‌است.
عده‌ای دیگر از محققین نظیر بهار و همایی ممکن است این اصطلاح از «خور» یعنی خورشید و آباد ساخته شده باشد. در ایران، تاجیکستان، افغانستان، و دیگر کشورهای آسیای مرکزی و شبه قاره هند نام بسیاری از شهرها با پسوند آباد خاتمه می‌یابد.
احمد فردید نیز خرابات را هم‌ریشه با Korybas یونانی می‌داند که در انگلیسی Corybant نامیده می‌شود. کوریبانت‌ها در اسطوره‌های شرقی و یونانی-رومی به ملازمان الههٔ مادر گفته می‌شود که با رقص‌های سرمستانه و موسیقی پر سروصدا وی را نیایش می‌کردند و محل مراسم آن‌ها Corybantation نامیده می‌شد.
بزرگان ادبیات پارسی در هند این واژه را در ادبیات خود هم بکار بردند. موسیقی جزء جداناپذیر عبادت در فلات ایران زمین و هندوکش در دوران باستان بود و در هند هنوز می‌باشد.

## خرابات در ادبیات صوفیانه ایرانی و عرفانی
در ادبیات عرفانی کهن فارسی، واژهٔ خرابات معنایی متعالی را دربرمی‌گیرد. درواقع، خرابات به مقام وحدت اشاره دارد، که درآن‌جا، عارف به سیر و حرکت در مسیر نیل به مرتبهٔ والای محو، درباختن، و فنای همهٔ نقوش و اشکال ظاهری و غیر خدایی در وجود خویش همت می‌گمارد. در اصطلاح صوفیه عبارت است از خراب شدن صفات بشریه و فانی شدن وجود جسمانی و روحانی و خراباتی می‌باشد و مرد کامل که از او معارف الهیه بی‌اختیار صادر شود و خراب نیز خرابی عالم بشریت را گویند
«مقام وحدت و خرابی صفات بشریت را گویند»
| کیست که بنمایدم راه خرابات را |  | تا بدهم مزد او حاصل طاعات را |
|                               |  | مولوی                        |

| قدم منه به خرابات جز به شرط ادب |  | که ساکنان درش محرمان پادشهند |
|                                 |  | حافظ                         |

| خرابات از جهان بی مثالی است |  | مقام عاشقان لاابالی است  |
| خرابات آشیان مرغ جان است    |  | خرابات آستان لا مکان است |
|                             |  | شبستری                   |

| این نه کعبه ست که بی پا و سر آیی به طواف |  | وین نه مسجد که در آن بی‌خبر آئی به خروش       |
| این خرابات مغان است و در آن مستانند      |  | از دم صبح ازل تا به قیامت مدهوش (عصمت بخاری) |

## حافظ و خرابات
خرابات یکی از واژه‌های کلیدی عمده در دیوان حافظ است و در بیان و زبان او تمامی ابعاد و جنبه‌های گوناگون این نهاد عرفانی باهم جمع آمده‌است.
| یاد باد آن‌که صبوحی‌زده در مجلس انس   |  | جز من و یار نبودیم و خدا با ما بود |
| یاد باد آن که خرابات‌نشین بودم و مست |  | وانچه در مسجدم امروز کمست آن‌جا بود |

## واژه‌های در پیوند با خرابات
- پیرمغان‎
- پیرخرابات
- می خرابات‎
- می مغان
- افغان مغان
- میدان خرابات‎
- دیر مغان
- کوی خرابات‎
- گذر خرابات‎
- عریان خرابات
- جان خرابات‎

## خرابات و واژه‌های در پیوند با خرابات در اشعار پارسیگو
Counted according to sources from these Internet sites
| نام شاعر فارسی       | سده (میلادی)      | خرابات | مغان | مگان |  |
| -------------------- | ----------------- | ------ | ---- | ---- |  |
| رودکی                | ۹ام و ۱۰ام        |        |      |      |  |
| فرخی سیستانی         | ۹ام و ۱۰ام        |        | ۲    |      |  |
| ابوسعید ابوالخیر     | ۱۰ام              | ۳      | ۲    |      |  |
| فردوسی               | ۱۰ام و ۱۱ام       |        | ۴    | ۲    |  |
| اسدی طوسی            | ۱۱ام              |        |      |      |  |
| مسعود سعد سلمان      | ۱۱ام              | ۲      |      |      |  |
| منوچهری دامغانی      | ۱۱ام              |        |      |      |  |
| فخرالدین اسعد گرگانی | ۱۱ام              |        |      |      |  |
| ناصرخسرو             | ۱۱ ام             | ۲      |      |      |  |
| مهستی گنجوی          | ۱۱ام و ۱۲ام       | ۷      |      |      |  |
| سنایی                | ۱۱ام و ۱۲ام       | ۷۷     | ۱۲   |      |  |
| انوری                | ۱۲ام              | ۳      |      |      |  |
| خاقانی               | ۱۲ام              | ۵      | ۲۷   |      |  |
| نظامی گنجوی          | ۱۲ ام             | ۹      | ۱۷   |      |  |
| عطار                 | ۱۲ ام و ۱۳ام      | ۹۵     | ۲۸   |      |  |
| امیرخسرو دهلوی       | ۱۳ ام و ۱۴ام      | ۲۲     | ۱۸   |      |  |
| سعدی                 | ۱۳ام              | ۱۸     | ۲    |      |  |
| مولوی                | ۱۳ ام ۱۴ام        | ۱۱۳    | ۵۳   |      |  |
| حافظ                 | ۱۴ام              | ۳۹     | ۴۳   |      |  |
| عبید زاکانی          | ۱۴ام              | ۴      |      |      |  |
| محتشم کاشانی         | ۱۶ام              | ۲      |      |      |  |
| صائب تبریزی          | ۱۷ام              | ۱۰۰    |      |      |  |
| بیدل                 | ۱۷ام              | ۳۷     | ۱    |      |  |
| اقبال لاهوری         | ۱۹ام-درگذشته ۱۹۳۸ | ۲      | ۱۲   |      |  |
| پروین اعتصامی        | ۱۹ام/درگذشته ۱۹۴۱ |        |      |      |  |

## خرابات کابل
گذر خرابات در میان دژ بالای کوه شیر دروازه و هندو گذر بارانه در شهر باستانی کابل قرار دارد. آبادی شهر کابل از سوی دارا به لاتین دری Darii بنا شده‌است. همچنان گفته می‌شود که در همین بخش شهر گرز رستم داستان پسر رودابه کابلی در کنار ژولیبا فروشی کابل در چند فرسنگی تخت‌اش به سه کریسه بند بوده و هر سال بر زمین فرومی‌رود. پیران خرابات شعرای فارسی‌زبان از آذربایجان تا شیراز، از فلات ایران تا هنداند. در همین‌جا اشعار فارسی با آهنگ و ساز و سرود و رباب نواخته می‌شود. اشعار بزرگان مانند صائب تبرزی، سعدی، حافظ، امیرخسرو دهلوی، و بیدل از سوی اجداد استادان نامور خرابات با آلات موسیقی تاریی زهی و آرشه‌ای یا هندوایرانی و تورانی گورکانی و خراسانی سراییده می‌شوند. موسیقی کابلستان در نکتهٔ تقاطع حوزه‌ها و حلقه‌های فرهنگی، زبانی و هنری و دینی هند و توران وایران قرار دارد. این سبک‌های موسیقی بایکدیگر شالوده و آگین شده‌اند. در خرابات کابل مهتر اشعار بزرگان فارسی و فارسی زبانان هندی نواخته می‌شود. استاد سرآهنگ، استاد امیر محمد، استاد رحیم‌بخش و دیگر خراباتیان در تاریخ زرین زادگاه رودابه کابلی، مادر رستم، نجات دهندهٔ ایران‌زمین و داماد توران درج است.
خرابات کابل شهرک صنعتی ساخت انواع و اقسام آلات موسیقی بود. گروه طالبان پس از به گرفتن قدرت نه تنها انسان‌ها را به دار آویختند بلکه کلیه آثار هنری و ادبی و موسیقی هندوایران وتوران. همچنانکه اروپا همه‌شان اقسام گوناگون آلات موسیقی مشترک دارند ایران و هند و ترکستان (توران) در کل از همین میراث مشترک فناوری هنر موسیقی استفاده می‌کنند. البته که بنابر شرایط اقتصادی و به ویژه تفکرات ناسیونالیستی کشورهای تجزیه و مرزکشی شده از ایران می‌خواهند به این ویا آن ساز و سرود جنبهٔ ملیتی و قبیله‌ای دهند. به گونهٔ مثال رباب کابلستان، آریا، بلخ، پیشاور، هند، کشور ایران، تاجیکستان، کاشغر، و پامیر از نگاه ظرافت، شیکی، سلیقهٔ رنگارنگ گوناگون‌اند ولی در و ریشه و کنده یکی‌اند.

## خرابات باکو
خرابات یا میخانه در آن زمان در آذرپادگان و امروز در باکو قرار دارد. در میخانه‌ها رسم بر آن بود که شاعر مهتر سروده‌های خود را دکلمه می‌کرد. در این خرابات که میخانه هم نامیده می‌شد بانو بزرگ ادبیات فارسی و نویسندهٔ چندین شعر پیرامون خرابات در مشاعرات شرکت می‌کرد و اشعار خود را دکلمه می‌کرد. گویند تفاوت خرابات و میخانه در همین خوانش شعر خودی و دیگران بود. میخانه مانند میدان دیگر معنی ریشه‌ای واژه را باخته‌است و از آن موسیقی میخانه‌ای آذربایجانی فهمیده می‌شود.
برای نخستین بار گردشگر آلمانی سدهٔ ۱۷ بنام آدام اولئاریوس (۱۶۰۳–۱۶۷۱) پژوهشگر، ریاضیدان، جغرافیدان و کتاب‌دار آلمانی واژهٔ خرابات را در آلمان آشنا کرد. وی دیوان‌های گلستان و بوستان را از فارسی به آلمانی برگردان کرد. او در سفرش به ایران‌زمین (کشورهای ایران‌زمین هنوز مرزکشی نشده بود) از راه دریای مازندران به شرق ایران به آذربایجان رفته بود.

## خرابات سلطان
این خرابات در شهرستان در ۴۰ کیلومتری موسل ایرانیان‌نشین کرد عراق قرار دارد. خرابه مفرد خرابات است.

## آهنگ‌های خرابات ایران‌زمین
- [شکیلا در خرابات مغان https://www.youtube.com/watch?v=tLYuyB-B0OE]
- [خراباتی هایده https://www.youtube.com/watch?v=jlAx_hr1F40]
- [خرابات https://www.youtube.com/watch?v=jgqXvSjAlIs&spfreload=10]
- [در خرابات مغان https://www.youtube.com/watch?v=CrI9FL9T0fQ]
- [در خرابات مغان https://www.youtube.com/watch?v=OHoOOtiZTvY]
- [کوی خرابات  https://www.youtube.com/watch?v=HsYTS77A4ek]
- [میدان خرابات https://www.youtube.com/watch?v=9ylCsbNy29w]
- [ای پیر خرابات https://www.youtube.com/watch?v=8iO07PD9KZQ&spfreload=10]
- [خرابات کابل کارگاه‌های ساخت آلات موسیقی https://www.youtube.com/watch?v=8eJgc0Y0qB0]
- [جان خرابات https://www.youtube.com/watch?v=8eJgc0Y0qB0]
- [رند خرابات https://www.youtube.com/watch?v=Fm0PT_LEKEo&spfreload=10]

## پانوشته‌ها
1. ↑  حافظ‌نامه، بخش اوّل، ص. ۱۰۱
2. 1 2  حافظ‌نامه، بخش اوّل، ص. ۱۵۱
3. ↑  http://ganjoor.net/index.php?s=+خراب‌آباد+&author=43
4. ↑  حافظ‌نامه، بخش اوّل، ص. ۱۵۳
5. ↑  حسن رحمانی، اتیمولوژی، ص ۴۷
Encyclopædia Britannica, Corybantes (mythology)
6. ↑  مفاتیح‌الاعجاز فی شرح گلشن راز، ص‌ص. ۵۳۵–۵۲۴
7. ↑  فرهنگ نوربخش، دکتر جواد نوربخش، جلد ۲
8. ↑  حافظ‌نامه، بخش اوّل، ص‌ص. ۱۵۵–۱۵۱
9. ↑  http://www.ganjnama.com/search/
10. ↑  http://ganjoor.net/
11. ↑  John Richardson,Franciszek Meniński, A Dictionary, Persian, Arabic, and English: With a Dissertation on the (...)  London, pg. 602
12. ↑  Visions.azخرابات باکو
13. ↑  «The Famous Sons of Ancient and Medieval Azerbaijan, Chingiz Qajar, Pg. 105» (PDF). بایگانی‌شده از اصلی (PDF) در ۲۸ مارس ۲۰۱۸. دریافت‌شده در ۲۹ مارس ۲۰۱۷.